# Hymenocallis clivorum
Hymenocallis clivorum är en amaryllisväxtart som beskrevs av Joseph E. Laferrière. Hymenocallis clivorum ingår i släktet Hymenocallis och familjen amaryllisväxter. Inga underarter finns listade i Catalogue of Life.